# Максенций
Марк Авре́лий Вале́рий Максе́нций (лат. Marcus Aurelius Valerius Maxentius; ок. 278 — 28 октября 312) — римский император (306—312), узурпатор, сын Максимиана Геркулия от его жены-сириянки Евтропии.

## Биография
Максенций был зятем императора Галерия (женат на дочери Августа Максимилле), однако не мог претендовать на власть из-за того, что Галерий откровенно недолюбливал Максенция. Поэтому тот предпочёл провозгласить своим соправителем Флавия Севера с титулом Цезаря, а затем и Августа, отдав последнему в управление Италию. Однако в 306 году н. э., воспользовавшись неудовольствием, вызванным в Риме фискальными мерами императора Галерия, Максенций захватил власть с помощью преторианцев и убедил отца, Максимиана Геркулия, отказавшегося от престола, снова сделаться императором. Выступившие против Максенция члены духовенства, такие как Абеллий, были убиты.
Причиной для волнений стали распространявшиеся в Риме слухи, будто власть собирается взыскать с горожан средства, затраченные на строительство терм Диоклетиана. Максенций воспользовался этой ситуацией и 28 октября 306 года н. э. был провозглашён императором с титулом Цезаря, а в 307 году н. э. — Августа. Таким образом, в Римской империи появилось одновременно пять Августов: на Востоке — Галерий; на Западе — Флавий Север, Максенций, Максимиан Геркулий и Константин.
В 306 году н. э. император Флавий Север, собрав армию, выступил против Максенция и осадил Рим, но не достиг успеха и возвратился обратно в Равенну. В ответ Максимиан Геркулий осадил Флавия Севера в Равенне, однако осада также не принесла особых результатов. Тогда Максимиан решил захватить город хитростью. Лазутчики проникли в Равенну и сообщили Флавию, будто против него готовится заговор. Испуганный Флавий ради спасения своей жизни согласился сдаться Геркулию. Захваченного таким образом августа привезли в Рим и заставили покончить с собой (согласно другой версии его убили по приказу Максимиана Геркулия). В 307 году н. э. против Максенция совершил поход император Галерий, но он закончился столь же безуспешно, как и годом ранее. Укрепившись в Риме, Максенций заставил своего отца удалиться в Галлию и предался жестокости и распутству.
Его правление довольно быстро выродилось в откровенную тиранию.
После удачного усмирения восстания в Африке Максенций под предлогом мести за смерть отца приказал уничтожить статуи императора Константина в Риме и начал готовить против него поход. Но Константин опередил Максенция (вняв просьбам римлян, недовольных Максенцием), перешёл Альпы, разбил его полководцев при Турине и Вероне и его самого в битве у Мульвиева моста на Тибре. Во время бегства Максенций утонул в Тибре недалеко от Рима. Два его сына были казнены Константином.
В Риме Максенцием было начато строительство базилики Максенция, самого крупного из строений римского форума.